# Kyrkan
För andra betydelser, se Kyrkan (olika betydelser).
Kyrkan syftar i kristen tro i allmänhet på den universella kristna församlingen, alla Kristustroendes gemenskap. Begreppet återfinns i den nicaenska och den apostoliska trosbekännelsen. I den senare heter det i tredje artikeln: Och på en enda helig, katolsk (eller "allmännelig" i Svenska kyrkan) och apostolisk kyrka. I romersk-katolsk och östortodox teologi identifierar man starkare kyrkan med sitt kyrkosamfund, än vad som är vanligt inom protestantisk teologi, där man oftare föredrar att tala om "den osynliga kyrkan", i vilken då tänks ingå de "sant troende" som endast Gud säkert vet vilka de är. Däri kan ingå "Guds okända barn" utanför kyrkan, likaväl som kyrkomedlemmar och kyrkliga ämbetsinnehavare kan saknas.

## Etymologi
Kyrka, grekiska kyriakon, "det som hör Herren till", underförstått "Herrens hus". Ordet hus kan i det här sammanhanget inte bara betyda byggnad utan även familj, släkt eller hushåll; jämför kungahus.

### Biblisk beskrivning
Paulus kallar kyrkan för Kristi kropp (1 Kor. 12:12–31) och betonar att den är uppbyggd av alla troende fungerande i sin egen unika funktion i församlingen (allmänna prästadömet). Varje medlem är där en lem med sin funktion och Jesus huvudet, och i fornkyrkan fanns delvis andra ämbeten än i dagens kyrkor. Begreppet Kristi kropp används ofta också om kyrkan universellt, om alla troende utan hänsyn till samfundstillhörighet.
Under nytestamentlig tid användes grekiska begreppet ekklesia, "de utkallade, de troende", senare "kyrkan" både om alla de troende (heliga) och om den kristna församlingsorganisationen på en viss ort. I Septuaginta används både ekklesia och synagoge, "sammanförda", om en grupp som sammankallats eller samlats exempelvis för högtid eller gudstjänst. Det grekiska ord som givit upphov till svenska "kyrka", kyriakon, "det Herren tillhöriga", används i Nya testamentet endast om Herrens dag och Herrens måltid.

## Romersk-katolsk tradition
För troende inom den Romersk-katolska kyrkan syftar "Kyrkan" ofta specifikt på just den romersk-katolska kyrkan, med grund i en speciell förståelse av bibelcitatet Matt 16:18–19 där Jesus säger till Petrus: "Och jag säger dig att du är Petrus, Klippan, och på den klippan skall jag bygga min kyrka, och dödsrikets portar skall aldrig få makt över den. Jag skall ge dig nycklarna till himmelriket. Allt du binder på jorden skall vara bundet i himlen, och allt du löser på jorden skall vara löst i himlen." 
Under medeltiden hade kyrkan större makt än den någonsin har haft. Kyrkan ägde cirka en tredjedel av all mark i Europa och hade ofta maktkamper med kungar och kejsare om den politiska makten (exempelvis investiturstriden).

## Ortodox tradition
Motsvarande gäller bland troende inom ortodoxa kyrkan. De båda kyrkorna skilde sig från varandra genom en schism som kulminerade 1054, men av många inom båda kyrkorna räknas Kyrkan likväl som en andlig enhet, och de erkänner bland annat varandras sakrament. Katolska kyrkan ser sig ibland som alla kyrkors moder, och menar att övriga ska vända om från "villfarelserna" och komma "tillbaka" in under påvens auktoritet, som ledare för alla kristna.

## Protestantisk tradition
En vanlig uppfattning inom ovanstående kyrkor sammanfattas i extra ecclesiam salus non est, "ingen frälsning utanför kyrkan" (Cyprianus). Detta var ett medel att påverka människor förr, där exkommunikation sågs som ett hårt straff, och man fruktade skärselden och helvetet. Likaså anser många att dopet av barn innebär en gudomlig frälsningsakt, så alla döpta är medlemmar i den kristna kyrkan oavsett sin personliga tro.

## Modern tids användning
Numera[när?] används ordet kyrkan ofta som synonym till lokala församlingen, nationellt kyrkosamfund och internationellt kyrkosamfund, såväl som byggnaden som församlingen har för sina gudstjänster. Vissa rörelser är dessutom uppbyggda utan samfundsstruktur och då är kyrkan detsamma som den lokala församlingen. Även organisationer utanför den kristna traditionen använder namnet kyrka: Jesu Kristi Kyrka av Sista Dagars Heliga, satanskyrkan, Scientologikyrkan etcetera.